# Edward Wende (prawnik)

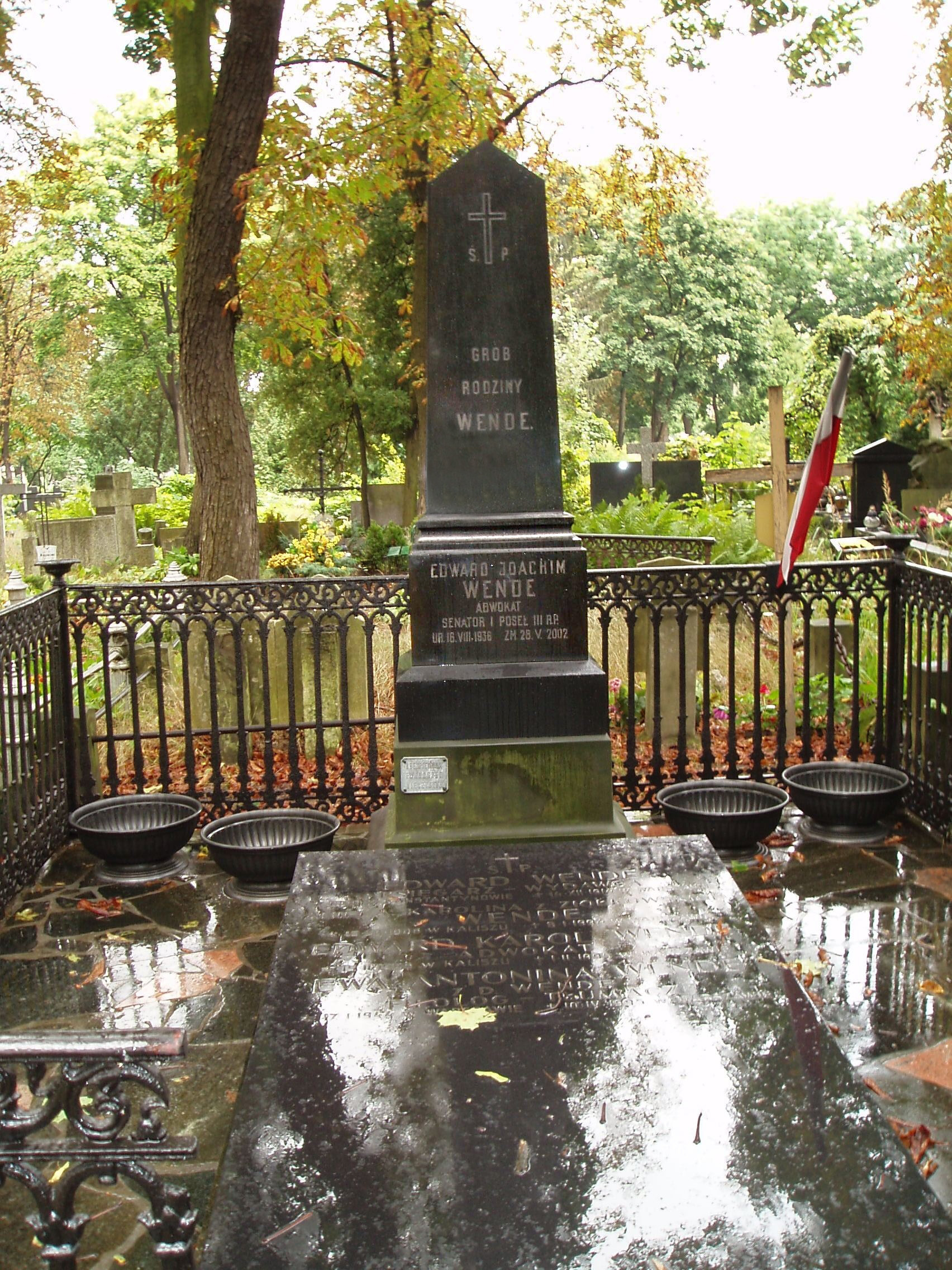
Grób rodziny Wende na cmentarzu ewangelicko-augsburskim w Warszawie

Edward Joachim Wende (ur. 16 sierpnia 1936 w Warszawie, zm. 28 maja 2002 tamże) – polski prawnik i polityk, adwokat, senator  I i II kadencji, poseł na Sejm III kadencji.

## Życiorys
Jego ojcem był Edward Karol, warszawski adwokat, a matką Aniela z domu Ziółkowska, nauczycielka historii. Był wnukiem kaliskiego ewangelicko-augsburskiego pastora Edwarda Wendego oraz prawnukiem znanego warszawskiego księgarza i wydawcy Edwarda Wendego.
Po powstaniu warszawskim w 1944 jego rodzina wróciła do Kalisza. W 1953 ukończył I Liceum Ogólnokształcące im. Adama Asnyka w Kaliszu, a w 1962 studia na Wydziale Prawa Uniwersytetu Wrocławskiego im. Bolesława Bieruta.
Przez wiele lat praktykował jako adwokat. W latach 70. i 80. bronił działaczy opozycji w procesach politycznych. Reprezentował Bronisława Geremka, Janusza Onyszkiewicza i Klemensa Szaniawskiego w procesie cywilnym przeciwko Jerzemu Urbanowi. Był także pełnomocnikiem oskarżycieli posiłkowych w procesie zabójców księdza Jerzego Popiełuszki. W latach 1993–1997 i od 2001 do śmierci pełnił funkcję sędziego Trybunału Stanu.
W latach 1989–1993 zasiadał w Senacie I i II kadencji,  uzyskując mandat z ramienia Komitetu Obywatelskiego i Unii Demokratycznej, reprezentując województwo kaliskie. W Senacie m.in. przewodniczył Komisji Spraw Zagranicznych. W latach 1997–2001 sprawował mandat posła na Sejm III kadencji z listy Unii Wolności.
Zmarł na raka prostaty. Został pochowany obok ojca i pradziadka w grobie rodzinnym na warszawskim cmentarzu ewangelicko-augsburskim (al. 55, nr 18).

## Odznaczenia, wyróżnienia i upamiętnienie
W 2002 został odznaczony Krzyżem Komandorskim Orderu Odrodzenia Polski, w 1993 otrzymał Krzyż Oficerski Orderu Zasługi Luksemburga. Wyróżniony także odznaką „Adwokatura Zasłużonym”.
W 2025 jego imię nadano drodze w dzielnicy Żoliborz w Warszawie.